# Васил Хаджимитрев
Васил Хаджимитрев е български политик, кмет на Дупница.

## Биография
Васил Хаджимитрев е роден през 1859 година в Дупница, тогава в Османската империя. Занимава се с ханджийство и земеделие. Избран е за кмет на Дупница през 1905 година. Като градоначалник започва проектирането на градския водопровод и канализация, отпуска терен за строеж на читалище, който обаче се забавя до 1923 година. Умира през 1939 година.